# Filicium
Filicium es un género de plantas con flores perteneciente a la familia Sapindaceae.

## Especies
- Filicium abbreviatum Radlk. 1890
- Filicium decipiens Thwaites, 1760
- Filicium elongatum Radlk. ex Taub. 1895
- Filicium longifolium (H.Perrier) Capuron 1969
- Filicium somalense Chiov. 1932
- Filicium thouarsianum (DC.) Capuron 1969